# Batalha do Jenipapo
A Batalha do Jenipapo, um dos confrontos mais sangrentos da Guerra da Independência do Brasil, foi um embate ocorrido no dia 13 de março de 1823 às margens do rio de mesmo nome na vila de Campo Maior, Piauí. Consistiu na luta de piauienses, maranhenses e cearenses contra as tropas do Major português João José da Cunha Fidié, que era o comandante das tropas portuguesas, encarregadas de manter o norte da ex-colônia fiel à Coroa Portuguesa. Os brasileiros lutaram com instrumentos simples, não com armas de guerra, não tinham experiência.
As forças militares do português João José da Cunha Fidié saíram derrotadas. Quando da fuga, Fidié e seus homens instalaram acampamento no morro que fica no centro da cidade de José de Freitas e permaneceu durante 8 dias. Em seguida se desloca em direção a União e depois Caxias, no Maranhão, onde foi batido e preso.
Em poucas horas de embate corpo a corpo, houve cerca de duzentas baixas do lado brasileiro. Um número superior ao de todas as baixas ocorridas na Independência da Bahia (durante o movimento, que se estendeu por um ano e quatro meses em Salvador e arredores, houve aproximadamente 150 mortes no lado brasileiro).[carece de fontes?] Os portugueses, em sua maioria mercenários bem treinados, ganharam a batalha, mas perderam a guerra da independência graças às táticas de guerrilha dos sertanejos: após o combate do Jenipapo, num assalto de surpresa ao acampamento militar, eles se apoderaram dos armamentos e da munição, de dinheiro e bagagem do Major Fidié, e cercaram o caminho para Oeiras, forçando o comandante português a se retirar do Piauí.
Após alguns movimentos por parte de políticos, historiadores e da população, a data foi acrescida à bandeira do Piauí, e está em curso a implantação do estudo da Batalha do Jenipapo na disciplina de História. Durante as comemorações e reflexões do dia 13 de março o município de Campo Maior faz a entrega da Medalha do Mérito Heróis do Jenipapo e o Governador do Piauí, a Ordem do Mérito Renascença do Piauí, oportunidade em que ele usa a faixa governamental.

## Sinopse histórica
O texto a seguir encontra-se exposto em quadros, presentes no Monumento aos Heróis do Jenipapo, que contam resumidamente a História da Batalha e relatam o desenrolar dos episódios posteriores; além de um poema em homenagem aos combatentes.
I. João VI, ao retornar a Portugal em 1821, reconheceu que a Independência do Brasil era impossível de conter-se. Desejava preservar o norte do país, reunido, como colônia portuguesa, Pará, Maranhão e Piauí. Este, de grande riqueza em gado bovino, poderia cortar o suprimento de carne a outras regiões brasileiras, inclusive ao sul. Para o comando das armas em Oeiras, então capital do Piauí, o rei nomeou o militar português João José da Cunha Fidié, empossado em 9 de agosto de 1822.[carece de fontes?]
II. Em 7 de setembro de 1822, às margens do riacho do Ipiranga, o Príncipe Regente Pedro proclama a Independência do Brasil. Em Parnaíba, um grupo de patriotas, à frente dos quais João Cândido de Deus e Silva e Simplício Dias da Silva, declara sua adesão à causa da Independência e aclama Imperador o Príncipe Pedro em 19 de outubro de 1822. Com o objetivo de sufocar o levante, Fidié marcha para Parnaíba, cerca de 700 quilômetros distante, com tropas de linha, lá chegando em 18 de dezembro de 1822. Encontrou a vila guardada pelo brigue Infante Miguel, vindo do Maranhão, com tropa e armamento em seu auxílio. Os chefes da revolta refugiaram-se em Granja no Ceará.[carece de fontes?]
III. Em Oeiras, em 24 de janeiro de 1823, Manuel de Sousa Martins, futuro Visconde da Parnaíba, proclama a Independência e assume a presidência da Junta do Governo do Piauí. Ao receber, em 28 de fevereiro de 1823, a notícia dos sucessos na Capital, Fidié delibera regressar, no comando de mais de 1100 homens bem armados. Disponha de 11 peças de artilharia e o seu exército se aumentara de contingentes do brigue Infante Miguel e da guarnição de Carnaubeiras, no Maranhão. Alimentava o propósito de castigar os revolucionários de Oeiras.[carece de fontes?]
IV. Na viagem de volta, o militar português, sabendo que o centro das forças nacionalistas estava em Campo Maior, que aderira à Independência em 2 de fevereiro de 1823, para lá segue em marcha forçada. Na vila, o capitão Luís Rodrigues Chaves convocou os piauienses, mais de mil, a que se juntaram quinhentos cearenses, uns e outros mal armados de foices, espadas, chuços, facões e velhas espingardas de caça. Fidié desconhecia o número das forças inimigas, entretanto não ignorava que tinha de enfrentar um povo desarmado e sem instruções militares, mas dispostos a morrer pela causa da Independência.[carece de fontes?]
Diz Abdias Neves: "E só a loucura patriótica explica a cegueira desses homens que iam partir ao encontro de Fidié quase desarmados."
V. O mato às margens do rio Jenipapo se compõe de vegetação baixa. O caminho dos patriotas se bifurcava. O comandante João da Costa Alecrim e seus comandados tomaram à direita e pela esquerda seguiram o comandante Luís Rodrigues Chaves e os seus soldados. Era 13 de março de 1823, 9 horas da manhã. O primeiro encontro foi fortemente repelido pelos patriotas sob o comando dos primos de Manuel de Sousa Martins, o Capitão Inácio Francisco de Araújo Costa e seu Irmão, o Padre Marcos de Araújo Costa, filhos do antigo ouvidor de Oeiras Capitão Marcos Francisco de Araújo Costa. Mas Fidié atravessou o Jenipapo, escolheu posição e dispôs os seus homens. Logo se alvejaram os brasileiros por peças de artilharia. O recurso estava em atacar os portugueses ao mesmo tempo de todos os lados e separá-los. Houve tentativa, rechaçada. Outros ataques se deram, com grandes perdas de vidas. A fuzilaria inimiga arrasava o campo. O combate durou até às 2 horas da tarde. Algumas fontes afirmam que houve 200 brasileiros entre mortos e feridos. Outras registram 400.

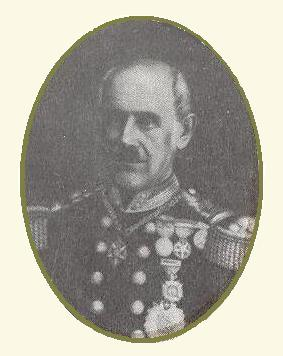
Major Fidié: o comandante das tropas portuguesas.

VI. Fidié Perdeu parte de sua bagagem de guerra, depois de sair derrotado na batalha do Jenipapo. A poucos quilômetros de Campo Maior, na fazenda Tombador, Fidié fez acampamento. Poucos dias depois, partiu no rumo do Estanhado, hoje União, passando por Livramento (hoje José de Freitas-PI) e daí passou a aquartelar-se em Caxias, no Maranhão, onde piauienses e cearenses o cercaram e fizeram que ele se rendesse em 31 de julho de 1823. Assim se fez a Independência em terras piauienses. Aqui foi preservada a unidade nacional. Escreve João Cândido de Deus e Silva: "As próprias mulheres não ficavam indiferentes: mandavam os maridos, os filhos, os irmãos para a guerra e a fim de que levassem munições e armas vendiam as joias, se mais nada tinham a vender. A mulher piauiense mostrou, nessa ocasião, a grande fortaleza, o ânimo varonil de lendárias heroínas. Foi inexcedível de amor pelo triunfo completo da Independência — que abraçara, desde as primeiras proclamações."
VII. Glória aos vaqueiros e roceiros humildes, que lutaram sob o comando dos bravos Luís Rodrigues Chaves, João da Costa Alecrim, Inácio Francisco de Araújo Costa, Salvador Cardoso de Oliveira, Alexandre Nery Pereira Nereu, Pedro Francisco Martins, Simplício José da Silva e José Pereira Filgueiras. Eles permaneceram durante muitos anos no esquecimento. Apenas algumas toscas pedras marcavam o lugar das sepulturas com restos desses valentes, mortos sem que deixassem à posteridade ao menos os modestos nomes. A gratidão dos piauienses, porém, um dia se positivou neste Monumento do Jenipapo, na campina formosa — o lugar mais sagrado da história.[carece de fontes?]
VII. (mapa da rota de Fidié e dos combatentes)
IX. O Combate do Jenipapo

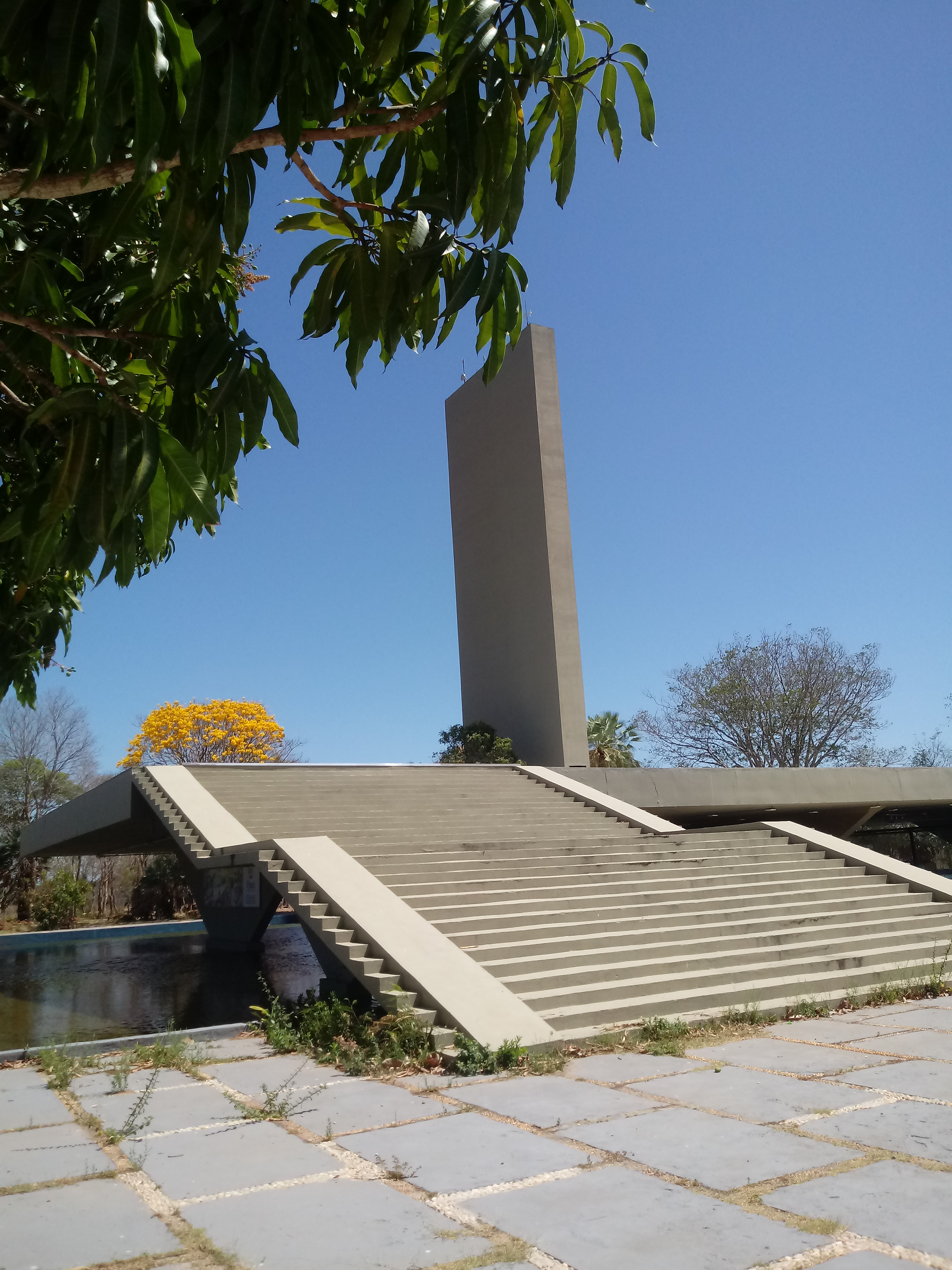
Monumento do Jenipapo, Campo Maior.

Parda manhã de março. Espessos nevoeiros

Cobrem o campo fatal de flores matizado.

Propaga o eco o som estrídulo e pausado

Das vezes de avançar em carga dos guerreiros.

Sou o clarim marcial num brado agudo e forte,

Os bravos impelindo às fúrias do combate.

O tropel dos corcéis mais brusco torna o embate

Dos férreos batalhões marchando para a morte.

Povo do Piauí, vaqueiros ou soldados,

Quando a pátria te chama, aflita, nesses dias,

Nessas horas fatais de transes desgraçados.

É que sabes mostra-te abnegado e valente!

Se Fidié triunfou, tu, ao morrer, sabias

Que a nossa boa terra ficava independente!
Clodoaldo Freitas

## Antecedentes

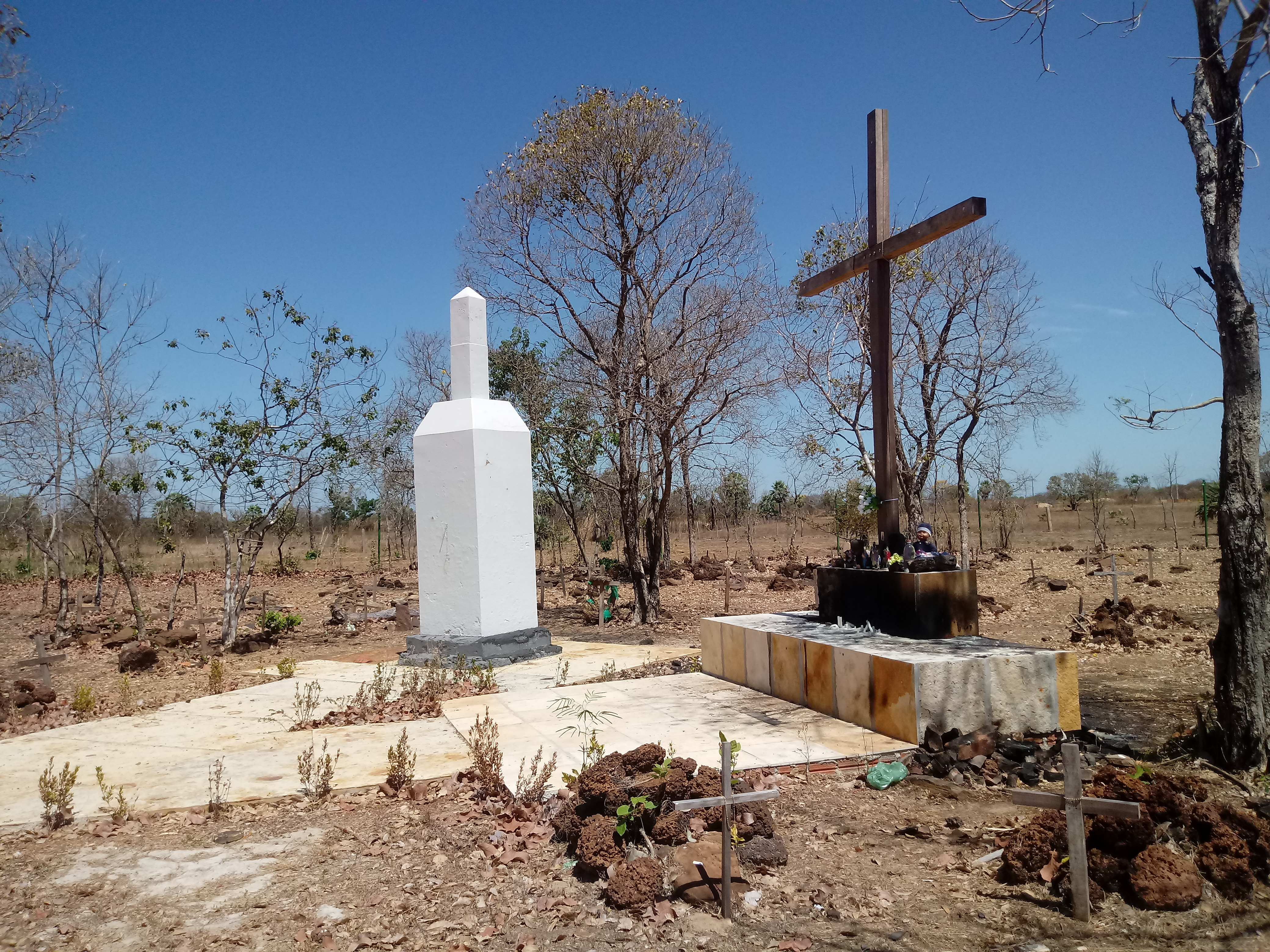
Obelisco da Batalha do Jenipapo construído em 1922 no cemitério onde estão os corpos dos combatentes, Monumento do Jenipapo.

### A Batalha do Jenipapo
Quando Pedro I, às margens do Ipiranga, deu o grito de independência, não houve derramamento de sangue. Foi no Piauí, às margens do Rio Jenipapo, na cidade de Campo Maior, que os portugueses perderam a esperança de ter uma colônia na América, sendo afastados definitivamente das terras brasileiras. A Batalha do Jenipapo, luta e glória do povo piauiense, assegurou a unidade territorial do Brasil.[carece de fontes?]

### O Piauí como província
Até o final do século XVIII, Portugal não dava muita importância para o Piauí, apesar de ser uma colônia portuguesa. A província foi entregue a exploradores maranhenses e baianos, sendo subordinada à Bahia pelo lado jurídico e, pelo lado administrativo e religioso, estava sujeita ao Maranhão. Muito embora a Freguesia da Mocha tenha sido instalada em 1697 sob a invocação de Nossa Senhora da Vitória, somente em 1715 foi criada a Capitania de São José do Piauí. A terra de Mafrense era muito grande, territorialmente falando, para tão poucos habitantes.[carece de fontes?]
Para se ter um quadro mais revelador dessa situação, Oeiras, por essa época, tinha pouco mais de mil habitantes e era a capital imperial do Piauí. Parnaíba dava os primeiros passos com o comércio de exportação de carnes e de algodão. O gado era mais importante do que o ser humano. Até as três primeiras décadas do século XIX, não havia sequer uma única escola regular, não obstante já existisse desde 1770 um serviço postal ligando os mais distantes rincões do território. Havia comunicação postal, mas não havia escola. Saber ler e escrever era um privilégio de poucas pessoas, apenas as mais altas autoridades ligadas à administração. Em âmbito nacional, o sentimento de independência no Brasil teve início no século XVIII com a chamada Inconfidência Mineira de 1789, a Conjuração Carioca de 1794 e a Conjuração Baiana de 1798, todas imbuídas numa causa comum que girava em torno de ideias liberais, segundo as quais a soberania reside na vontade do povo, na liberdade de expressão e de culto. A partir de então consignou-se o sentimento de liberdade que culminaria de um modo mais intenso com a participação popular na Revolução Pernambucana de 1817.[carece de fontes?]

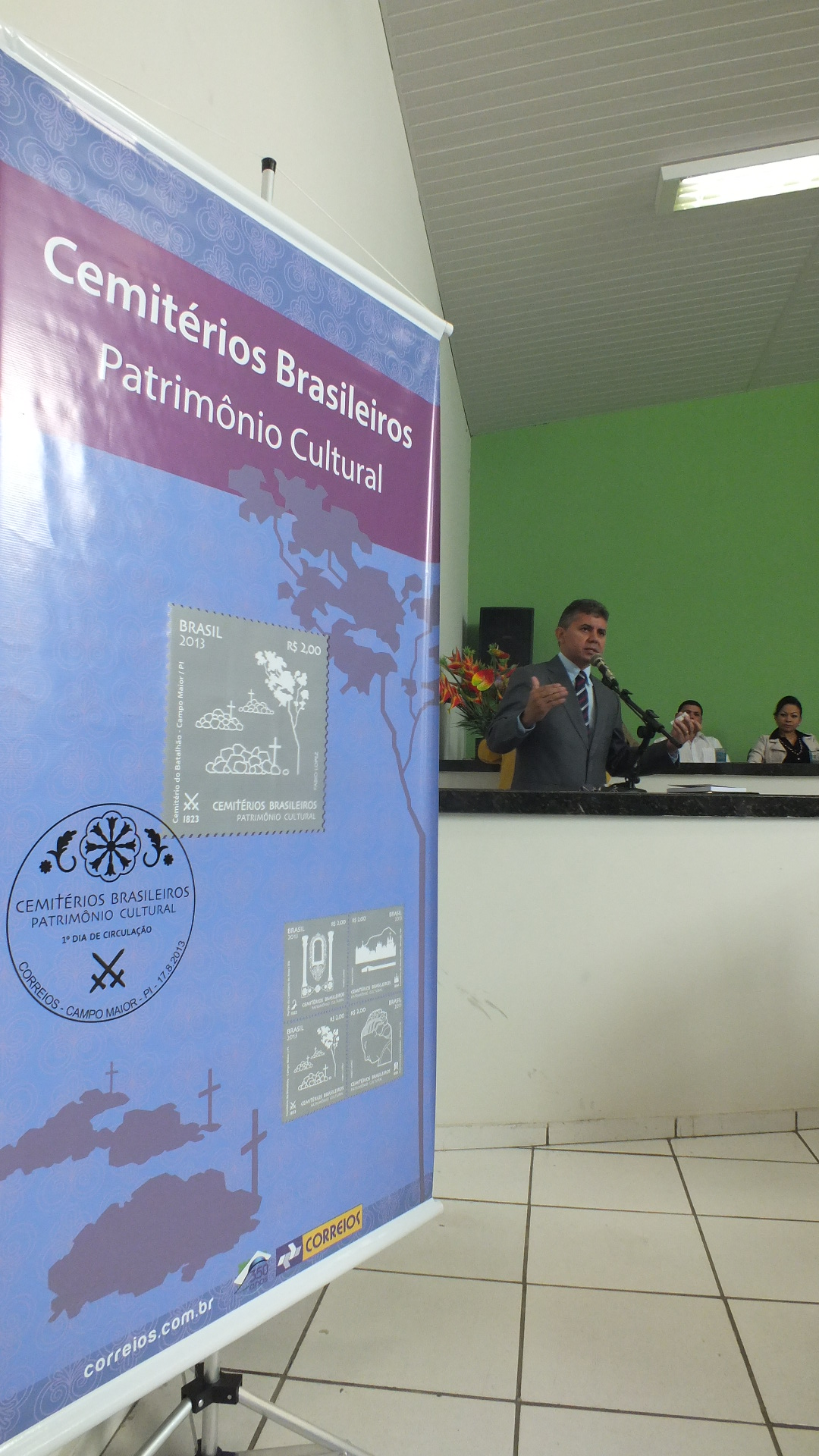
Prefeito de Campo Maior Paulo Martins discursando, em 17 de agosto de 2013 na cerimônia de lançamento do selo postal em homenagem ao Cemitério do Batalhão, sepultura coletiva dos mortos na Batalha do Jenipapo (Foto: Assis Lima).

Em 1808, a chegada da família real portuguesa ao Brasil marcou definitivamente esse sentimento de nacionalidade, com o Brasil se tornando a sede da Coroa Portuguesa e com os desdobramentos desse fato: a abertura do porto às nações amigas, a fundação do Colégio de Medicina e Cirurgia e da Escola de Comércio, a abertura da Escola de Belas Artes, a fundação do Banco do Brasil, a inauguração do Jardim Botânico do Rio de Janeiro, a elevação do País a Reino Unido, a criação da Imprensa Oficial e a edição do jornal Gazeta do Rio de Janeiro (em 10 de setembro de 1808). O reconhecimento dos direitos naturais e imprescritíveis da pessoa humana estava na ordem do dia, e o Piauí, apesar do isolamento e da distância em relação ao Rio de Janeiro, não ficou dessa epopeia libertária, que deu outros rumos ao destino do Brasil.[carece de fontes?]
O quadro financeiro do Piauí, em 1821, era considerado bom. A atividade agropecuária crescia vertiginosamente. Quinze mil bois eram abatidos em Parnaíba para abastecer de carnes os mercados do Maranhão, Ceará e Bahia; o comércio de algodão era considerado o melhor do Brasil, além do fumo, cana-de-açúcar e outros produtos. Cerca de 50% da renda bruta das numerosas fazendas de gado do Piauí ia parar nos cofres das cortes portuguesas. O dinheiro que ficava no Piauí pagava os gastos com atividades militares e preservava a carrancuda máquina administrativa.[carece de fontes?]
Em abril de 1821, João VI deixou o Brasil e voltou para Portugal. A comitiva, de quatro mil pessoas, era formada principalmente por membros da realeza, ricos comerciantes portugueses e outras autoridades, o ossário de Maria I, a Rainha Louca, e 50 milhões em cruzados, isto é, todo o dinheiro dos cofres do Brasil.[carece de fontes?]
Com a volta da família real para a Europa, a responsabilidade pelo destino do Brasil ficou a cargo de Pedro I. A questão internacional provocada pela Revolução do Porto (1820), no bojo da qual se admitia a volta do Brasil à condição de colônia portuguesa, com a administração ligada diretamente a Lisboa, levou muitas províncias a se rebelarem, como a Bahia, Pernambuco, São Paulo, Minas Gerais, Sergipe, Alagoas, Paraíba, Rio Grande do Norte e Ceará. Ao que apoiavam Pedro I e os setores favoráveis às cortes portuguesas mergulharam num vai-e-vem de interesses sem precedentes na história política do País.[carece de fontes?]

### Piauí era visto pelos portugueses como Portugal em plena caatinga
Do outro lado, Piauí, Maranhão, Pará, Mato Grosso e Goiás deviam obediência e lealdade a Portugal. O Piauí compunha a nação portuguesa. Era uma espécie de Portugal em plena caatinga piauiense. Oeiras, a capital imperial do Piauí, estava cheia de portugueses que queriam a todo custo ficar com a parte mais rica do Brasil.[carece de fontes?]
Assim, dividido entre as pretensões dos brasileiros que queriam a independência e a dos portugueses que desejavam continuar com a política colonialista, Pedro I, no dia 7 de setembro de 1822, às margens do Riacho Ipiranga, arrancou os laços que uniam o Brasil a Portugal com o grito “Independência ou Morte”. No Piauí, a notícia chegou no dia 30 de setembro.[carece de fontes?]
Com a independência brasileira levada a efeito em São Paulo, Portugal voltou-se para a parte mais rica da nação, que era o Norte. E foi justamente para efetivar essa posse que os portugueses mandaram para o Piauí o oficial graduado João José da Cunha Fidié, que chegou a Oeiras no segundo semestre de 1822.[carece de fontes?]
A presença militar lusitana em terras piauienses, entretanto, não intimidou o ânimo emancipador dos mafrenses. A independência caminhava lenta e gradualmente, mas com passos firmes e decisivos rumo à liberdade.[carece de fontes?]
As ideias revolucionárias desenvolvidas por piauienses ilustres vinham de Portugal, Estados Unidos e França. Essas ideias entravam no Piauí por Parnaíba, que era a porção mais rica da província. Em 19 de outubro de 1822, a Câmara Provincial de Parnaíba, em sessão solene, reconheceu a independência do Brasil. Isso foi aceito como convite à ação libertadora e um não à presença militar portuguesa em terras piauienses. Nesta sessão estavam presentes os líderes Simplício Dias da Silva, Leonardo das Dores Castelo Branco e o juiz Cândido de Deus e Silva.[carece de fontes?]
Uma plateia lotava as dependências da Câmara. Apesar de um certo alinhamento às cortes portuguesas, os parnaibanos reconheciam a autoridade de Pedro I, o Defensor Perpétuo do Brasil. Campo Maior era também um caldeirão de ideias libertadoras. Em 17 de setembro de 1822, a junta governista chamou a Oeiras Lourenço de Araújo Barbosa, o precursor da independência no Piauí, para prestar esclarecimentos a respeito dos boatos sobre atividades emancipacionistas. Segundo informações dos espiões oeirenses infiltrados em Campo Maior, ele possuía uma fábrica de pólvora que seria usada num possível ato revolucionário, que a cada dia se tornava mais urgente.[carece de fontes?]
Com a declaração parnaibana de independência em relação a Portugal, não restou outra alternativa a Fidié, Governador das Armas do Piauí, senão sufocar militarmente o levante revolucionário no litoral e, ao mesmo tempo, ver in loco a situação explosiva em Campo Maior. A preocupação de Fidié era fazer nas “terras dos carnaubais” um foco de resistência portuguesa diante do sentimento nacionalista dos campo-maiorenses.[carece de fontes?]
Corroborando o boato de que Portugal queria ficar com o norte do Brasil, que na época compreendia o Piauí, o Maranhão e o Pará, os portugueses enviaram para o Piauí uma quantidade enorme de armas por volta de 1820, além da vinda de Fidié a Oeiras como Governador das Armas.[carece de fontes?]
Quinze anos antes de vir para o Piauí, defender a última esperança portuguesa de ter uma colônia lusitana nas Américas, Fidié, militar de alta patente, já era herói em Portugal, por ter lutado contra os exércitos napoleônicos quando a França invadiu Portugal em 1807. Lutou bravamente na defesa de Portugal contra as forças francesas do general Jean-Andoche Junot.[carece de fontes?]

### O general desloca-se para Parnaíba

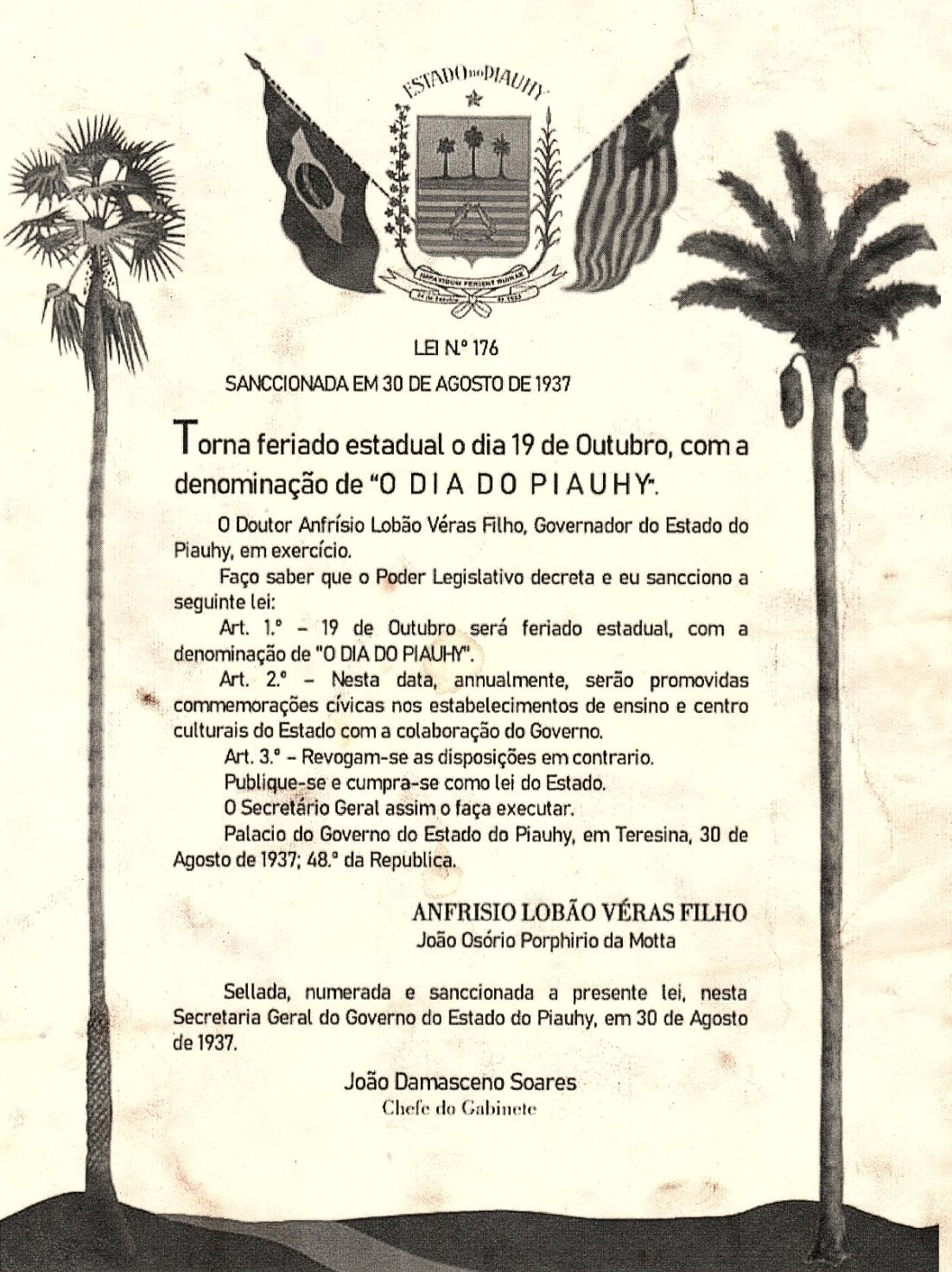
Lei estadual que declarou o 19 de outubro como Dia do Piauí devido na idem data, em 1822, a Câmara Municipal de Parnaíba oficializa a adesão ao Grito do Ipiranga.

Quando Fidié soube da proclamação da independência feita pelos parnaibanos em 19 de outubro de 1822, rompendo os laços que uniam o Piauí a Portugal, tomou a decisão de marchar com quase todo o efetivo militar rumo a Parnaíba com o objetivo de manter a dominação portuguesa sobre o Piauí e sufocar o movimento libertador.[carece de fontes?]
De Oeiras para Parnaíba, a distância era muito grande para os padrões da época, cerca de 660 quilômetros. Fora o grupo de oficiais que iam a cavalo, os soldados teriam de fazer o trajeto a pé, o que constituía tarefa das mais árduas, mesmo para um exército bem treinado e disciplinado. Fidié partiu em 13 de novembro de 1822 de Oeiras com destino a Parnaíba, passando por Campo Maior para receber o reforço de tropas maranhenses, especialmente os contingentes da vila de Brejo dos Anapurus.
Fidié chegou a Campo Maior em 24 de novembro, depois de onze dias de marcha acelerada. Antes da chegada de Fidié em Campo Maior, o clima na cidade era de alegria. Com a chegada dele e de toda sua tropa, tudo mudou. Alguns passaram a dar vivas ao imperador João VI e a Portugal, sendo que estes que passaram a festejar eram lusitanos ali residentes, alguns colaboradores e uma pequena parte do povo, os últimos temendo represálias.[carece de fontes?]
Para mostrar sua força, Fidié passou treze dias acampado em Campo Maior antes de seguir para o litoral.[carece de fontes?]
Como o objetivo de Fidié era prender os insurretos parnaibanos e restabelecer o império português no litoral, destituído desde 19 de outubro, ele partiu para Parnaíba em 8 de dezembro de 1822, deixando Campo Maior sob a responsabilidade do tenente-coronel João da Cunha Rebelo com cem praças, cem granadeiros e alguns instrumentos bélicos, além de milicianos que serviam de artilheiros para as peças de campanha.[carece de fontes?]
Ao saber da aproximação de Fidié, os independentes parnaibanos fogem para o estado vizinho Ceará. O exército de Fidié era composto por seis mil homens. Os portugueses ainda contavam com o apoio de navios e barcos instalados na costa parnaibana para ajuda no caso de uma emergência.[carece de fontes?]
Fidié chegou a Parnaíba no dia 18 de dezembro de 1822. Sem a presença dos líderes que tinham proclamado a independência do Piauí, ele não encontrou nenhuma resistência. Logo na sua chegada houve festas, missas e até fogos de artifício. Fidié se sentia o próprio rei.[carece de fontes?]

### Manoel de Sousa Martinsage em Oeiras
Enquanto Fidié vivia em Oeiras, começava também o movimento separatista, tendo à frente o brigadeiro Manoel de Sousa Martins. Diferentemente dos parnaibanos, que agiram por impulso, o brigadeiro trabalhava silenciosamente a causa da independência do Piauí. Em 24 de janeiro de 1823, enquanto Fidié estava em Parnaíba, Oeiras declarou-se independente, rompendo os laços que mantinha com Portugal.[carece de fontes?]
Quando Fidié soube do ocorrido em Oeiras, ficou enfurecido. Considerou uma grande traição. No dia 28 de fevereiro de 1823, convocou novamente a tropa, desta vez composta por 1 100 homens, e nessa data declarou os piauienses como inimigos de Portugal. Com muito júbilo partiu de Parnaíba numa viagem de volta para Oeiras, chegando em Campo Maior no dia 1.º de março de 1823.[carece de fontes?]
No caminho de volta ocorre um pequeno confronto na Lagoa do Jacaré entre os independentes piauienses e o exército português, com perdas apara ambos os lados. Após isso os portugueses marchavam com mais cautela. Em Piracuruca a independência tinha sido declarada em 22 de janeiro por Leonardo Castelo Branco. O mesmo Leonardo também proclamou a independência de Campo Maior, em 5 de março de 1823. A concretização da liberdade aflorava no coração dos piauienses. Fidié tinha de ser barrado em Campo Maior de qualquer jeito porque, se chegasse a Oeiras, a independência seria jogada por “água abaixo” e assim os portugueses consolidariam uma colônia portuguesa no norte do Brasil, mesmo com o Grito do Ipiranga.[carece de fontes?]
Em Piracuruca, Fidié encontrou a cidade abandonada. Os habitantes tinham fugido na noite anterior. Sem ter com quem lutar, seguiu em frente deixando para trás uma cidade fantasma, sem nenhum sinal de vida.[carece de fontes?]

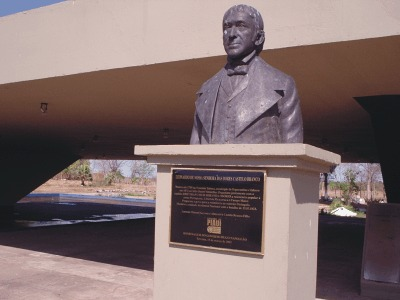
busto de Leonardo Castelo Branco, um dos líderes dos combatentes brasileiros, Monumento do Jenipapo, Campo Maior.

## O confronto

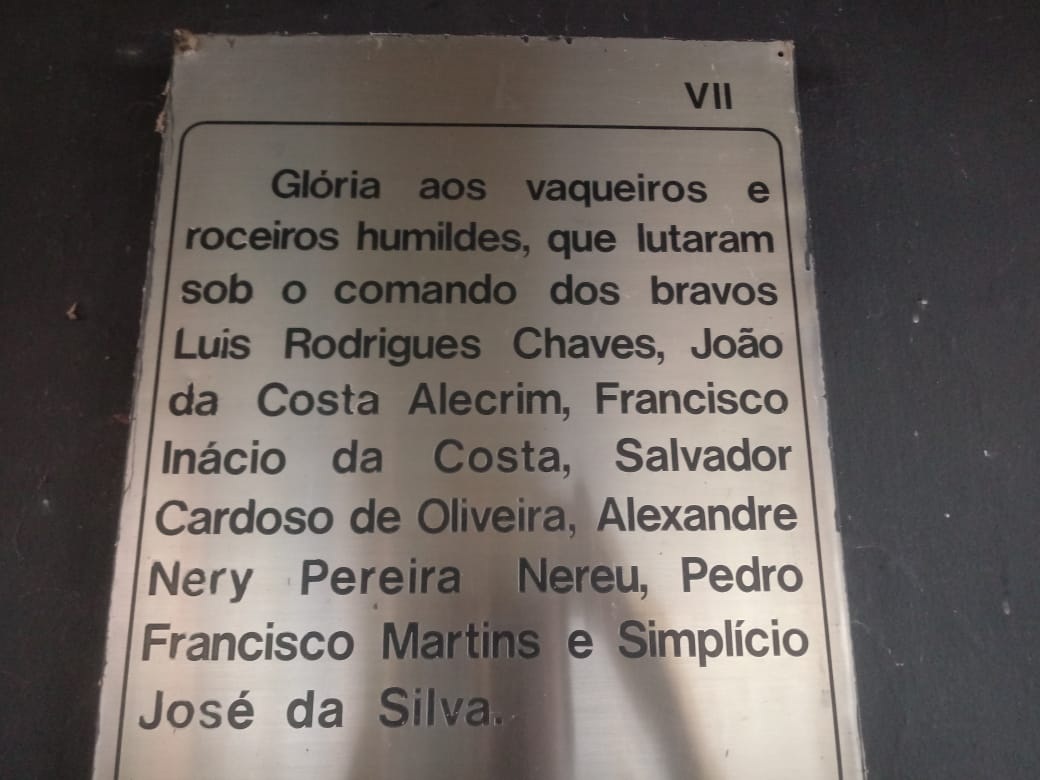
Placa no local com a relação dos líderes da batalha.

A população de Campo Maior, ao saber que Fidié vinha de Parnaíba com destino a Oeiras e passaria ali, se mobilizou com o intuito de impedi-lo de continuar viagem.[carece de fontes?]
Na noite de 12 de março, os homens da cidade e das redondezas foram arregimentados. Todos queriam lutar para livrar o Piauí do domínio português. As mulheres estimularam os seus maridos, parentes e amigos, arrumaram o que puderam, venderam suas joias; todos estavam empenhados a se unirem em um só ideal: lutar.[carece de fontes?]
O amanhecer do dia 13 de março de 1823 prenunciava um dia claro, com poucas nuvens e muito calor. Era um ano em que a seca castigava o nordestino.[carece de fontes?]
Ao sinal de comando, todos os homens se reuniram em frente à Igreja de Santo Antônio. Os combatentes piauienses e cearenses não vestiam fardas. Na saída da cidade, para encontrar-se com Fidié, houve uma apresentação com a banda de música na qual houve um desfile militar. A massa de combatentes que iam lutar pelo Brasil saiu exultante ao som dos tambores. Mesmo sem acertarem os passos eles levavam consigo a chama da liberdade queimando no peito. A certeza da morte não tirou o ânimo dos que iam morrer pela pátria. Cerca de dois mil homens marcharam para o combate. As armas que eles usaram foram espadas velhas, chuços, machados, facas e foices, paus e pedras e algumas espingardas de pederneira usadas.[carece de fontes?]
Sem nenhuma experiência em guerras, os piauienses chegaram às margens do rio Jenipapo, de onde pretendiam impedir a passagem de Fidié. Como o rio estava quase seco, a maioria dos patriotas ocultou-se no próprio leito, enquanto a outra parte se escondeu nas moitas de mato ralo perto da ribanceira. E ficaram esperando o exército português, que, com certeza, tinha de passar por ali. De onde estavam dava para ver quando os portugueses se aproximassem do palco da luta porque o terreno era bem plano, com várzeas imensas, abertas sem amparo algum. O povo, com espírito de tornar-se independente, estava entrincheirado. Sabiam que à frente deles havia uma estrada que se dividia em duas, uma pela direita e outra pela esquerda. Só que estavam em dúvida por qual dos caminhos viria Fidié. Logo após as oito horas, o capitão Rodrigues Chaves mandou uma patrulha sondar o lugar onde seria travada a batalha. Chegando ao local onde a estrada se dividia, Fidié resolveu mandar uma metade do exército para cada lado. Ele seguiu com uma das metades pela esquerda e a cavalaria foi pela direita. Os independentes, sem saber da divisão que Fidié tinha feito no seu contingente, foram pela estrada da direita encontrando-se com a cavalaria portuguesa, sendo surpreendidos. Os mesmos avançaram bravamente contra a cavalaria. Os portugueses espantaram-se com a coragem e com a bravura dos piauienses, e acabaram recuando. Neste momento os piauienses perseguiram os portugueses estrada adentro.[carece de fontes?]
Os combatentes piauienses, ouvindo o tiroteio, acharam que o confronto havia começado. Saíram das trincheiras na qual utilizavam como posição defensiva e precipitadamente foram pela estrada da direita atrás do inimigo, porém as tropas portuguesas já não se encontravam ali.[carece de fontes?]
Ao saber do ocorrido, Fidié atravessou o rio Jenipapo pela estrada da esquerda, construiu de forma apressada umas barricadas, distribuiu o armamento pesado, organizou os atiradores em posição de frente de combate (em linha) nas trincheiras onde antes estavam os piauienses e esperou que eles voltassem para lá. Antes os piauienses estavam em posição favorável, mas então tudo se reverteu.[carece de fontes?]
Quando os piauienses viram a situação adversa só encontraram uma alternativa: atacar Fidié ao mesmo tempo e em todas as direções ao longo das margens do rio. No primeiro instante do combate houve muitas baixas por parte dos piauienses. Dezenas de corpos caíram pelas balas do exército português. Os poucos que conseguiram atravessar a linha de fogo deram o último suspiro à boca dos canhões, com grande destemor, não temendo pela vida e a dando pela pátria, em tremenda representação de amor por ela. Com essa demonstração de amor e bravura, os piauienses fizeram com que os portugueses ficassem assustados, pois eles nunca tinham visto tanta audácia em nenhum outro lugar do mundo.[carece de fontes?]
Os sucessivos ataques dos piauienses tinham como resultado muitos mortos pelo chão. A fuzilaria e os tiros de canhão dos portugueses varriam o campo de luta de um lado para o outro. Os que conseguiam passar pelo bloqueio de fogo conseguiam lutar corpo a corpo com os portugueses.[carece de fontes?]
Ao meio-dia, os piauienses estavam cansados e certos de que não venceriam os portugueses; neste momento já não lutavam, mas se rastejavam ao encontro com a morte.[carece de fontes?]
Às duas horas da tarde, depois de cinco horas de combate, os libertadores retiraram-se em desordem, deixando 200 mortos e feridos além de 542 prisioneiros. Fidié, cujas perdas foram estimadas em 116 mortos e 60 feridos, estacionou na fazenda Tombador, a cerca de um quilômetro de Campo Maior.[carece de fontes?]
Fidié e seu exército caíam de cansaço. O sol escaldante e o medo da valentia dos piauienses não permitiram que as tropas portuguesas os perseguissem, mesmo sabendo que já os tinham derrotado. Os cearenses do Capitão Nereu na hora da retirada levaram a maior parte da bagagem dos portugueses, composta de comida, água, algumas armas e até mesmo um pequeno tesouro que Fidié trazia do saque que havia feito na cidade de Parnaíba.[carece de fontes?]
Fidié passou dois dias na cidade de Campo Maior enterrando os seus mortos. No dia 16 de março de 1823, saiu da cidade indo para o Estanhado.[carece de fontes?]
Meses depois, Fidié foi preso em Caxias, no Maranhão, por tropas vindas da região do Cariri Cearense e comandadas pelo capitão-mor do Crato José Pereira Filgueiras e por Tristão Alencar Araripe, de lá levado para Oeiras de onde foi mandado para o Rio de Janeiro. Do Rio ele foi mandado de volta para Portugal, onde foi recebido com honras militares pelos serviços prestados à Coroa Portuguesa. Entre os títulos recebeu o de comendador da Ordem de Avis, a mais antiga condecoração militar portuguesa, fundada por Afonso Henriques em 1162. Só recebia essa comenda o soldado que demonstrasse extrema valentia, ousadia e coragem. No local onde houve a Batalha foi erguido um Monumento em memória aos piauienses que ali morreram pela independência do Brasil. Situado à margem esquerda do rio, é, na verdade, um grande atrativo turístico. No local também se encontra uma parte do acervo bélico usado pelos combatentes. Essas peças pertenciam ao antigo Museu do Couro, e para lá foram transferidas.[carece de fontes?]

## Consequências

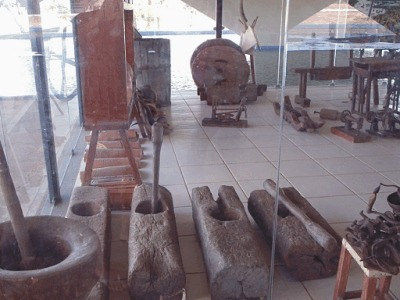
Museu do Couro: Monumento do Jenipapo, Campo Maior.

A luta no Piauí decidiria a unidade brasileira. A iniciativa coube ao coronel Simplício Dias da Silva, rico e viajado. Sobre os destroços da sua riqueza, edifica-se a unidade da pátria. A obra de Simplício foi gigantesca. O Norte era autêntico satélite de Portugal. No Sul, a Independência foi aplausos e festas. No norte, fome e peste, sangue e morticínio. Jenipapo foi o retrato da bravura de um povo em luta pela sua liberdade.[carece de fontes?]
O poeta Carlos Drummond de Andrade, em reconhecimento à bravura dos combatentes independentes, imortalizou-os no poema "Cemitérios":
| “ | No cemitério de Batalhão os mortos do Jenipapo / Não sofrem chuva nem solo telheiro os protege / Asa imóvel na ruína campeira. | ” |

Em 24 de outubro de 2010, o programa De Lá pra Cá, da TV Brasil, veiculou uma matéria sobre a Batalha do Jenipapo, evidenciando o processo de lutas pela independência no norte do Brasil.
Ao contrário do que se imagina, a independência do Brasil não se limitou ao grito de Dom Pedro I no riacho do Ipiranga e nem se deu de forma pacífica como relata a história oficial. Ela foi um processo que demorou quase dois anos, marcado por lutas violentas e sangrentas, como a da Batalha do Jenipapo ocorrida no Piauí em 13 de março de 1823. Além de consolidar a independência na região, o embate pôs fim aos planos portugueses de manterem uma colônia no norte do Brasil— TV Brasil 

### A bandeira do Piauí: o 13 de março

Bandeira do estado do Piauí, com a modificação de 2005.

Em 1922, a Bandeira e o Brasão do Piauí foram aprovados pela Assembleia Legislativa do Piauí. Constituíam-se de elementos que representavam a riqueza do estado e a composição de elementos nativos do Piauí, como a carnaúba, o babaçu, o algodão, a cana-de-açúcar e o buriti. Foram criados por iniciativa do então governador do Estado, João Luís Ferreira e por seu secretário de Obras e Viação Pública, Luiz Mendes Ribeiro Gonçalves. A bandeira constituía-se das mesmas cores da bandeira brasileira e a estrela corresponde ao Piauí como um estado da Nação.[carece de fontes?]
Transcorridos 83 anos, desde a aprovação dos símbolos originais, eis que a Assembleia Legislativa, no ano de 2005 aprova, por unanimidade, a inclusão da data 13 de março de 1823, dia da Batalha do Jenipapo, na bandeira do Piauí. O projeto, de autoria do deputado Homero Castelo Branco (PFL) a partir de relatos do escritor Adrião Neto, corresponde a um anseio antigo da comunidade de historiadora e da população conhecedora do fato, o reconhecimento da data e de sua importância com relação à Independência do Brasil.[carece de fontes?]
Ainda assim, houve veto do governador Wellington Dias (PT), sob a alegação de que em bandeira nenhuma no mundo existia a indicação de data. O veto foi derrubado pela Assembleia e a data foi incluída na bandeira do Piauí.[carece de fontes?]
A expectativa daqueles que lutaram para a modificação do símbolo estadual é de que a inscrição na bandeira desperte a curiosidade das pessoas; e que elas busquem maior informação sobre o ocorrido e tenham consciência da vitalidade da Batalha do Jenipapo.[carece de fontes?]
As outras datas que marcaram a Independência do Piauí, 19 de outubro de 1822 e 24 de janeiro de 1823, já tiveram destaque. A primeira, marca a adesão do Piauí à Independência do Brasil, ocorrida em 7 de setembro de 1822 às margens do Riacho do Ipiranga, em São Paulo; teve destaque ao ser condecorada como dia do Piauí. A última, independência em Oeiras, foi agraciada com a inclusão no Brasão Estadual. Já a data da Batalha do Jenipapo, considerada por muitos a mais importante das três, esteve esquecida até ao início da discussão do projeto.[carece de fontes?]
No entanto, tem-se verificado que a utilização da nova bandeira não vem sendo aplicada de maneira global. Apenas em cerimônias oficiais nota-se a nova bandeira. Nos meios de comunicação em geral, nos livros didáticos, em ocasiões em que não demandam diretamente dos governos e até em órgãos governamentais percebe-se que não estão sendo aplicadas as modificações. Sendo assim, a perceptividade da inclusão do 13 de março de 1823 na bandeira do Piauí fica comprometida.[carece de fontes?]

### Monumento Nacional
O local onde ocorreu o combate foi tombado pelo Instituto do Patrimônio Histórico e Artístico Nacional com base no decreto-lei de proteção do patrimônio histórico e artístico nacional, sob processo nº 185-T, livro histórico, folha 20 e inscrição nº 232 no Livro de Belas-Artes na folha nº 40, em 30 de novembro de 1938 e foi oficialmente declarado monumento nacional pelo Decreto Federal nº 99.058, de 7 de março de 1990.

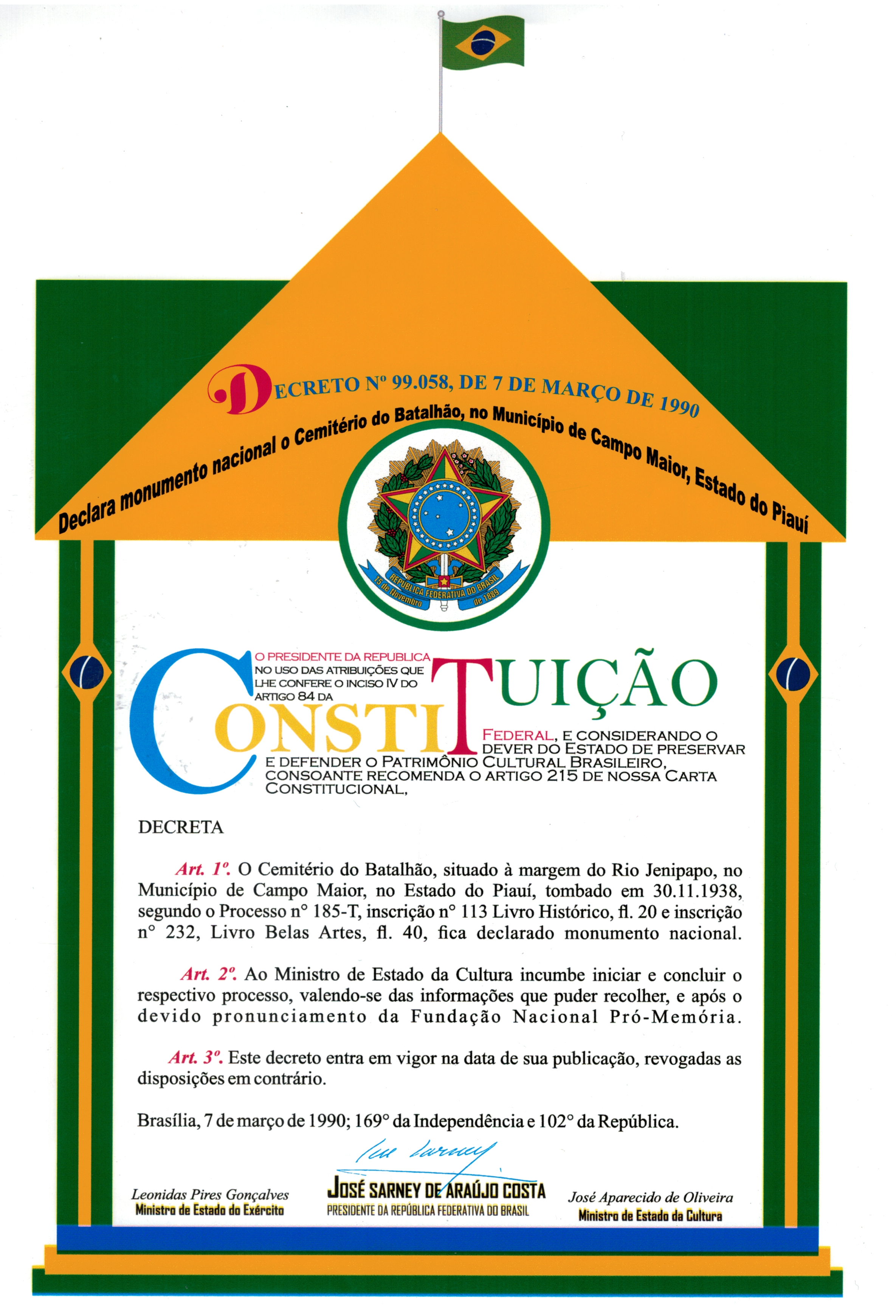
Réplica do decreto que declara o local como monumento nacional brasileiro.

## Galeria de fotos

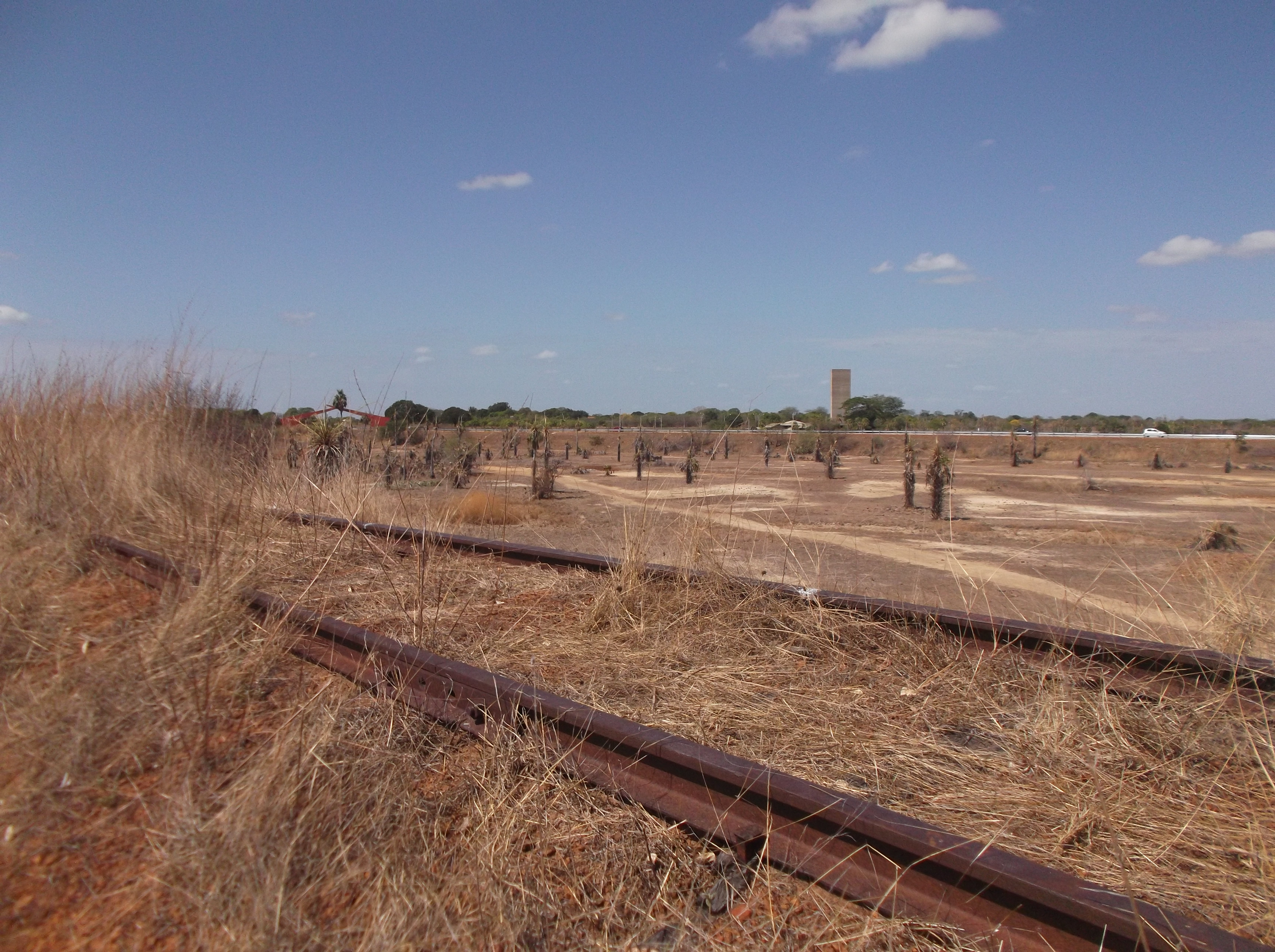
Local da Batalha do Jenipapo visto da Estrada de Ferro Central do Piauí.
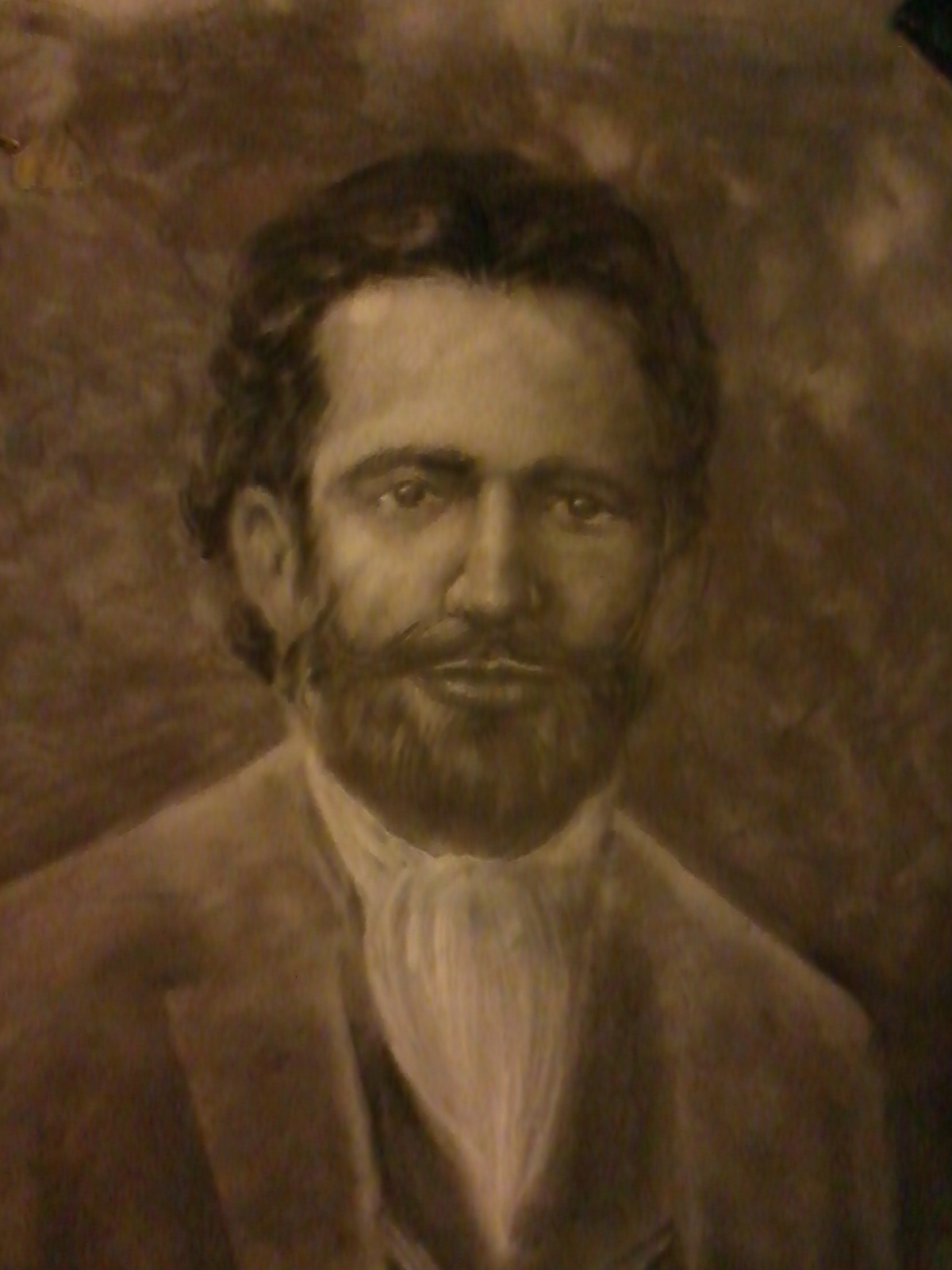
Pessoa Anta foi um dos revolucionários da Batalha do Jenipapo; posteriormente, foi sentenciado à morte por participação na Confederação do Equador.
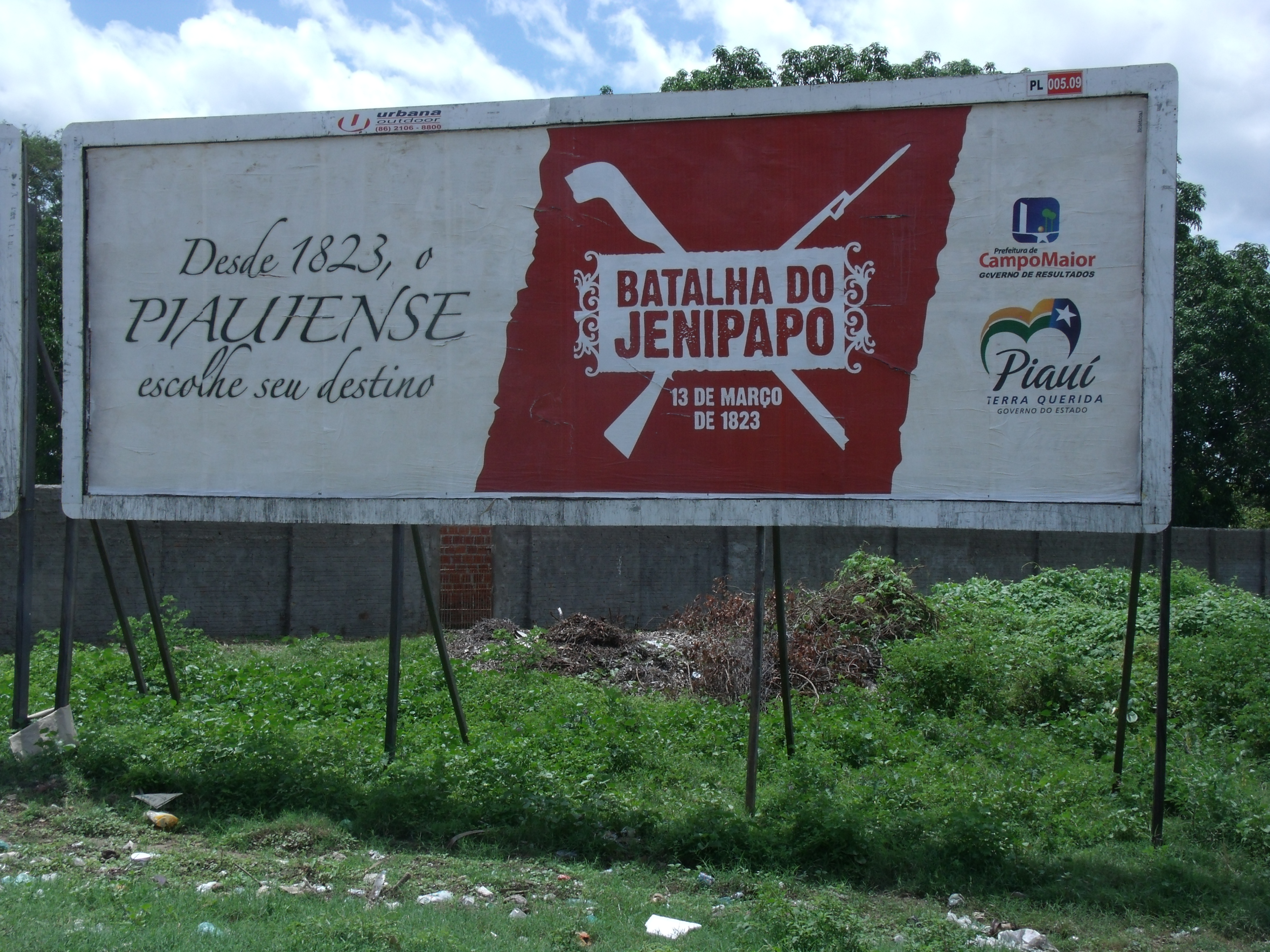
Outdoor do governo do Piauí, comemorativo aos 191 anos do conflito, na margem da rodovia BR-343.
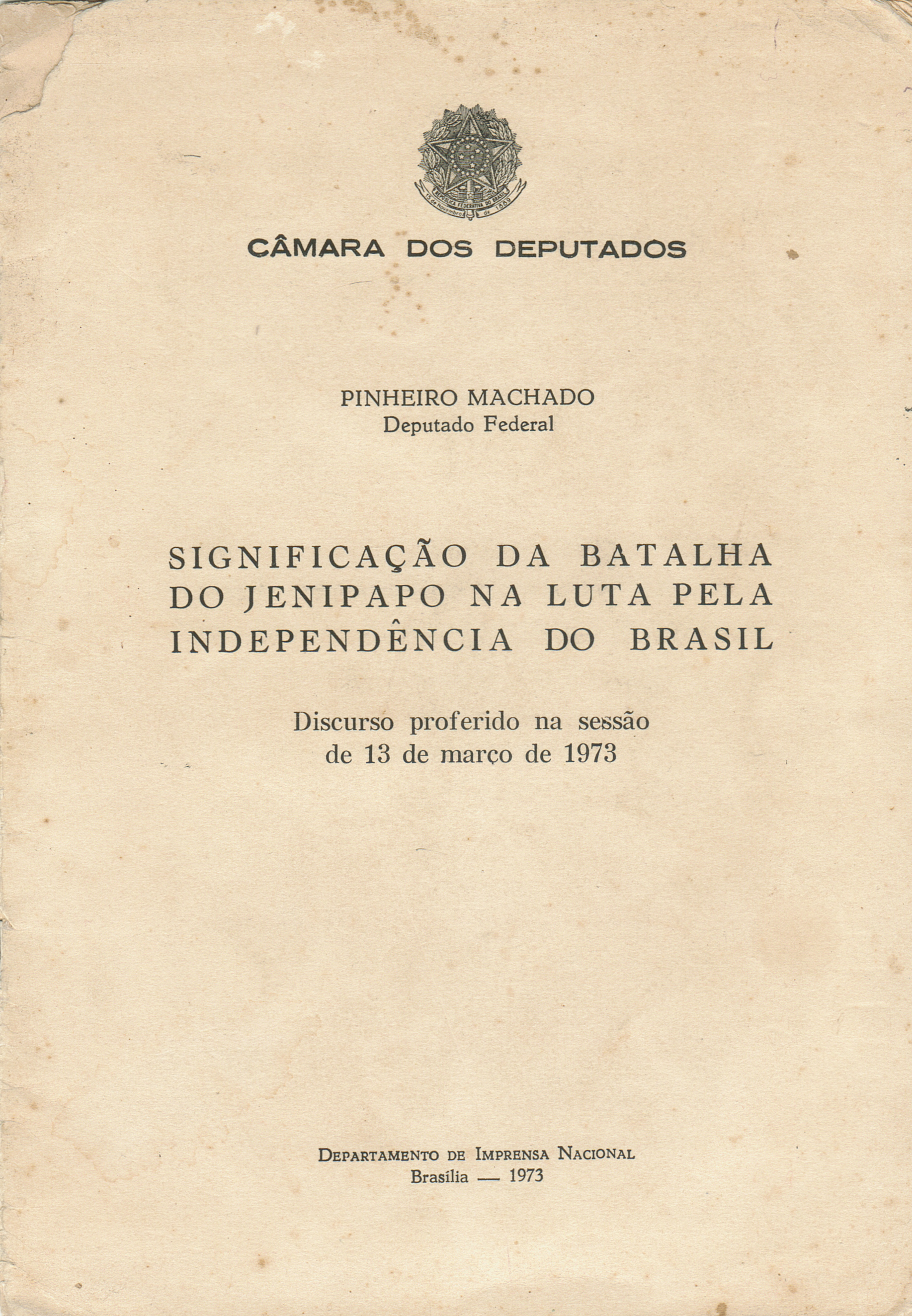
Produção de 1973 da Câmara dos Deputados do Brasil sobre a batalha.
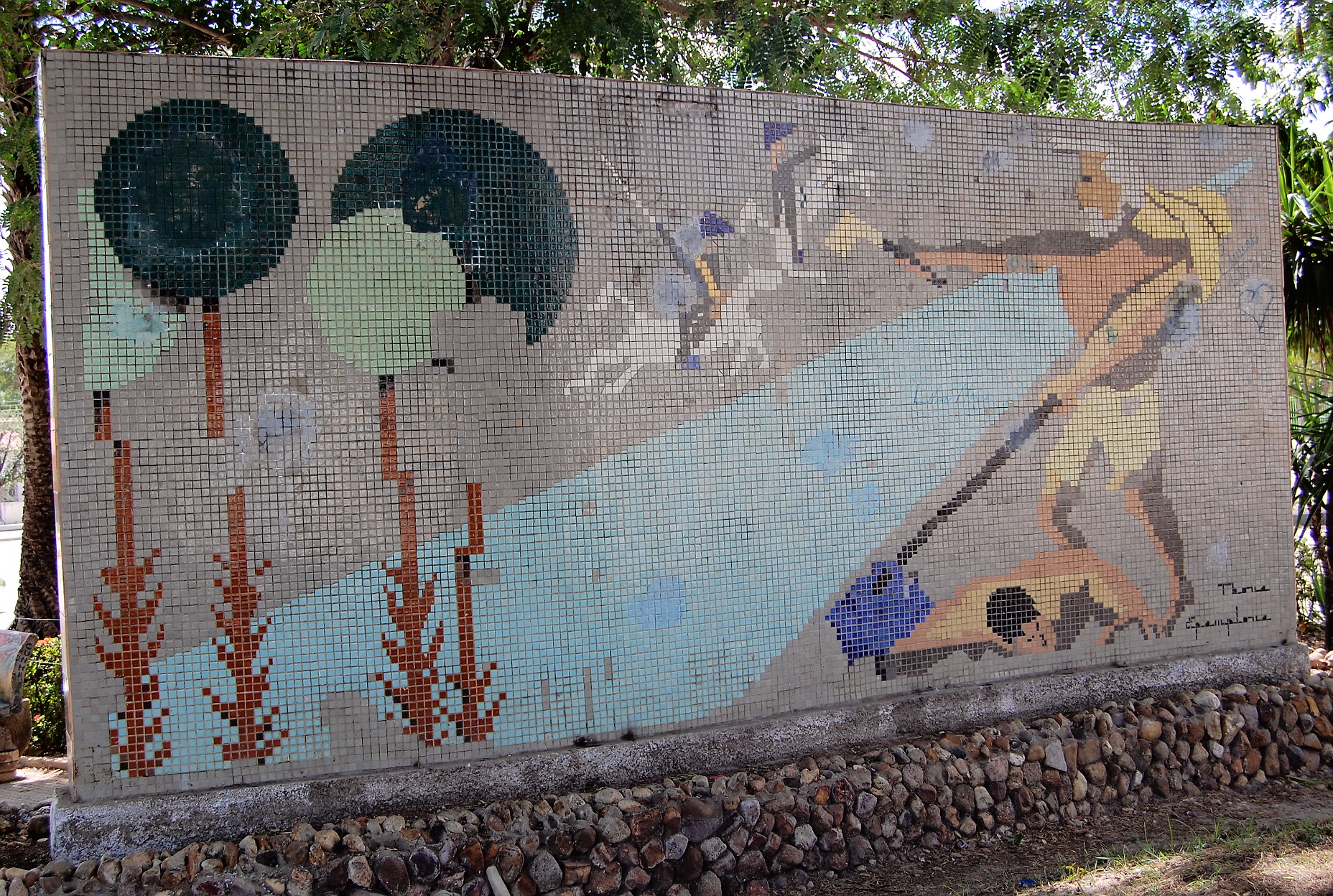
Painel de azulejo na Praça Bona Primo retratando a batalha.
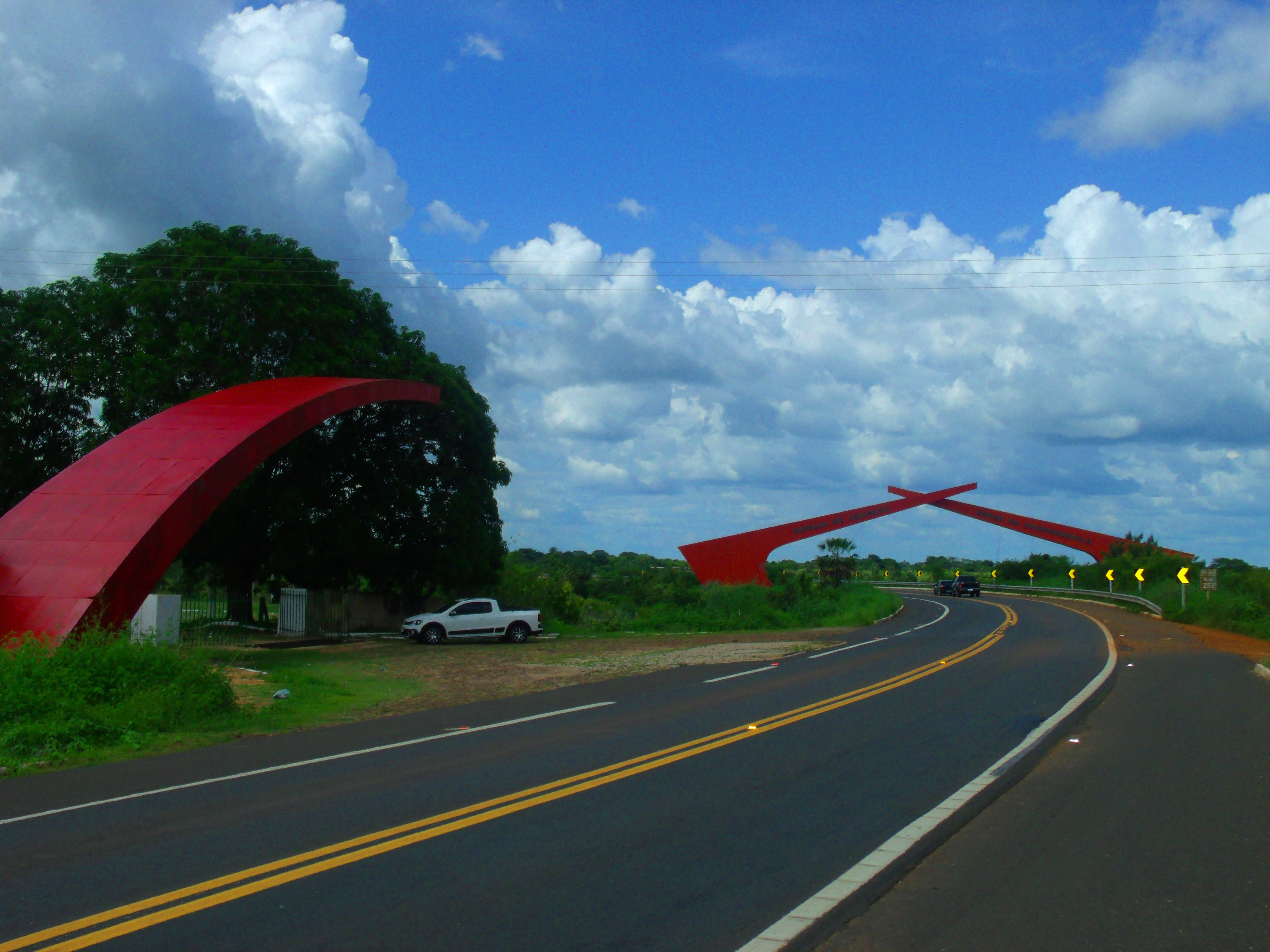
Portal da Batalha do Jenipapo na BR-343.
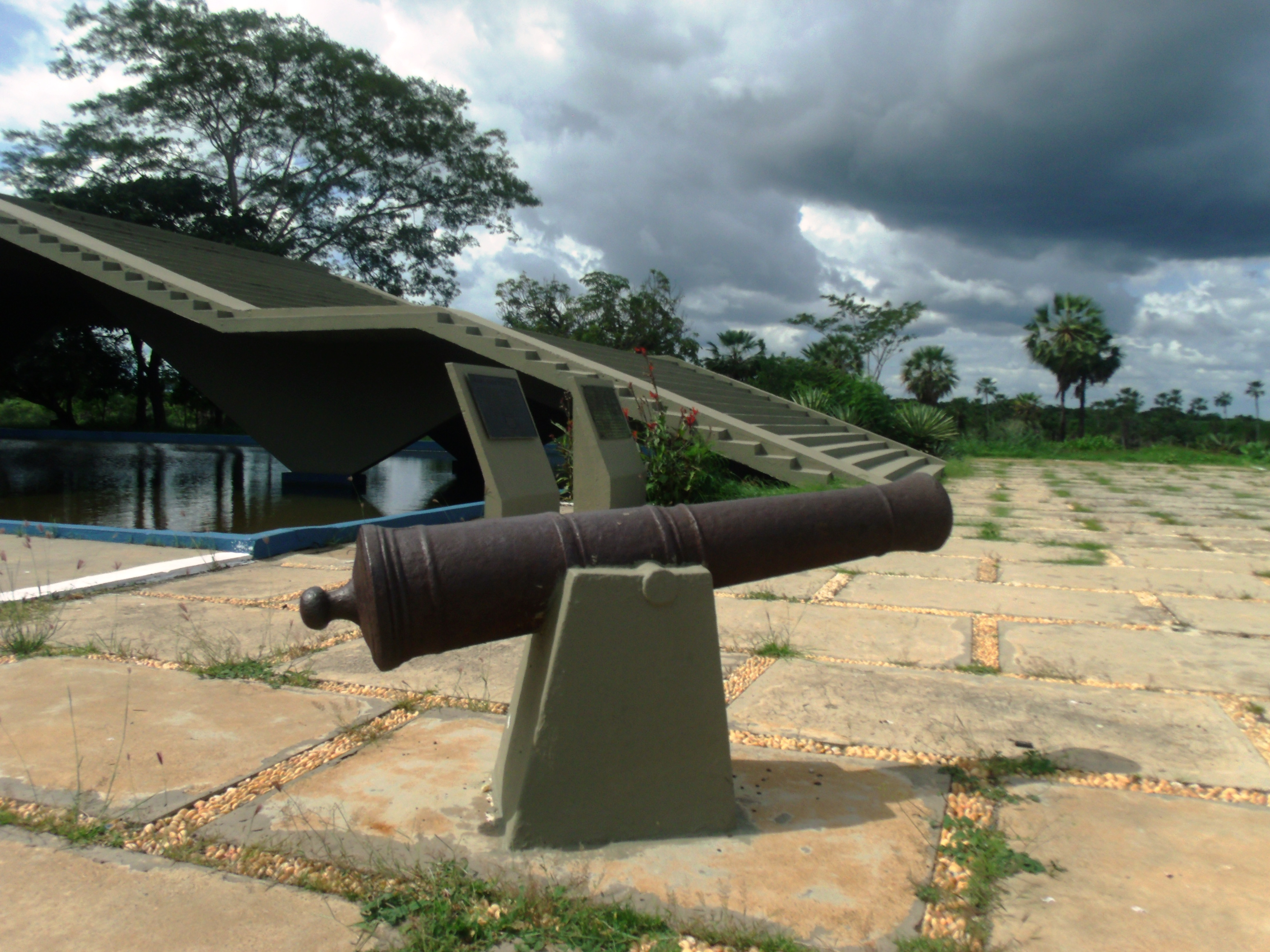
Canhão na fronte do monumento.
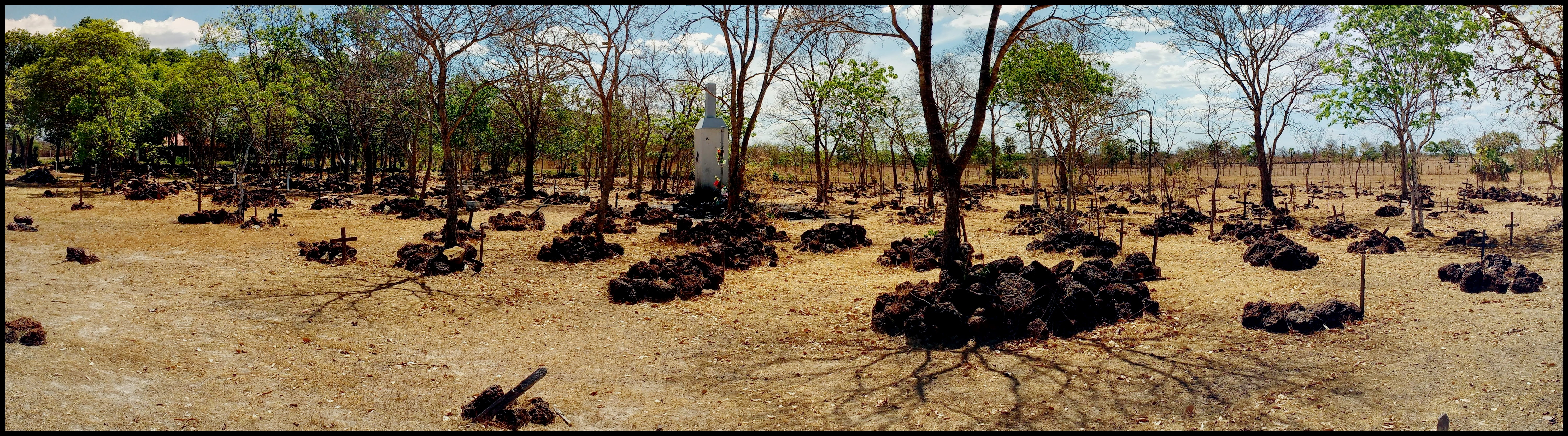
Panorâmica do cemitério onde repousam os heróis anônimos da Batalha do Jenipapo, realizada em prol da Independência do Brasil em 13 de março de 1823. Campo Maior Piauí.
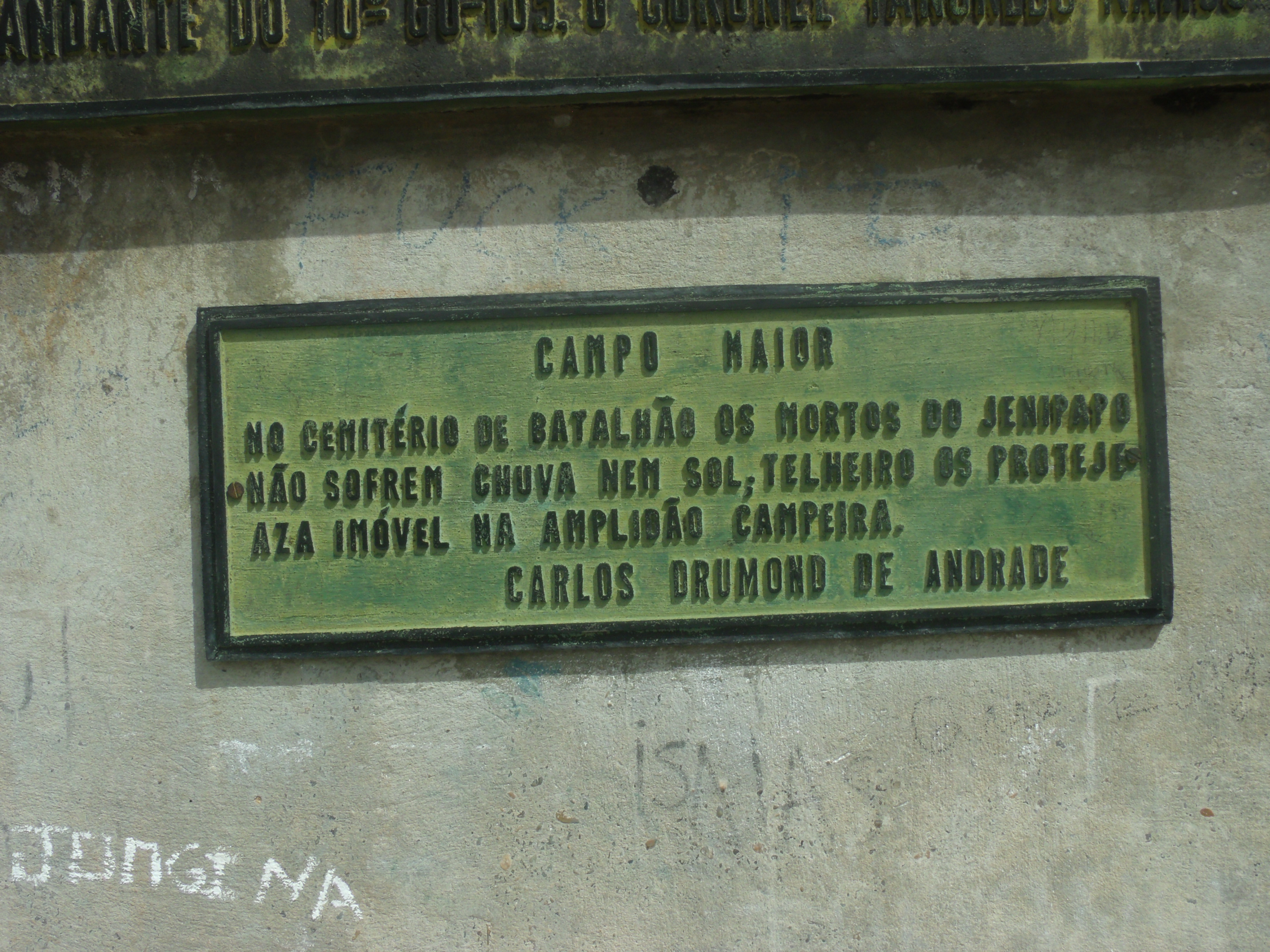
Placa com poesia de Carlos Drummond de Andrade.